# Sabrina Sabrok
Lorena Fabiana Colotta Sabrok, coneguda com a Sabrina Sabrok, (Buenos Aires, 4 de març del 1976) és una actriu, cantant i top model argentina, presentadora i participant de programes com a La hora pico, Gran Hermano México o Sabrina, El Sexo en su Máxima Expresión.

## Discografia
- Antisocial EP (2009)
- Jugando Con Sangre (2008)
- Sabrina EP (2006)
- Sodomizado Estas (2002)
- Primeras Impresiones IV (2001)
- Primeras Impresiones III (1999)
- Primeras Impresiones II (1998)
- Primeras Impresiones (1997)[1]